# Coloane
Coloane (portugalsky Ilha do Coloane, čínsky pchin-jinem Lùhuán dǎo, znaky zjednodušené 路环岛, tradiční 路環島) je bývalý ostrov v Jihočínském moři, který je součástí čínského speciálního administrativního regionu Macao. Ostrov má rozlohu 8 km² a je nejjižnější částí Macaa.
Coloane byl jižně od ostrova Taipa. Tyto ostrovy propojili Číňané pevninou v jeden ostrov, který nazvali Cotai. Stavba propojení začala již v r. 1968, pokračovala v 90. letech a v r. 2005 bylo propojení hotové. Vzniklo tak mnoho nových stavebních pozemků.  Ostrov byl pak propojen s Macajským poloostrovem mosty. Na ostrově Coloane se nachází stejnojmenná vesnice a nejvyšší hora Macaa Coloane Alto.
Ostrované žili tradičně z rybolovu a těžby mořské soli, v 19. století bylo Coloane základnou pirátů, v současnosti ostrov funguje díky klidné atmosféře a zachované přírodě jako oblíbená turistická destinace. Místními pamětihodnostmi jsou socha bohyně Ma-cu, chrám boha Tam Kung a katolický kostel svatého Františka Xaverského (ostrov tvoří farnost Freguesia de São Francisco Xavier).
Rodačkou z Coloane je herečka Ming-Na Wen.